# MTV (Moyen-Orient)
MTV Middle East une chaîne de télévision musicale et de divertissement du groupe MTV Networks, destinée aux populations du Moyen-Orient, et basée à Dubaï.
Elle propose les programmes musicaux et de divertissements de sa maison mère américaine, en langue anglaise, et sous-titrés en arabe. Elle souhaite cependant mettre en avant les cultures hip hop et rnb arabes, totalement absentes des nombreuses chaînes musicales arabes déjà existantes.
Elle diffuse :
- Pimp My Ride
- Punk'd : Stars piégées
- Hogan knows best
- Taking The Stage
- My Super Sweet 16
- Made (en)
- Teen Wolf
- Hollywood Heights
- True Live
- The Assistant
- Miss Seventeen
- Life Of Ryan
- Rob & Big
- Cribs / Teen Cribs
- Laguna Beach : The Hills
- Daddy's Girls
- Gigantic
- Brooke knows best
- Awkward
- Des clips vidéos occidentaux et orientaux.